# Nyugat-szaharai háború
A nyugat-szaharai háború egy fegyveres konfliktus volt a nyugat-szaharai függetlenségi Polisario Front és Marokkó, valamint az őt támogató Mauritánia között. A konfliktus az 1975-ös madridi szerződést követően tört ki, amikor Spanyolország az addig uralma alá tartozó területet nagyrészt Marokkónak, egy kisebb részét pedig Mauritániának adta és megkezdte csapatai kivonását a területről. A legnagyobb helyi nemzetiségi mozgalom, a Polisario Front azonban a terület függetlenségét próbálta elérni, így fegyverrel szállt szembe a bevonuló marokkói és mauritániai hadsereggel.

## Előzmények
Nyugat-Szahara 1884 óta Spanyolország gyarmata volt, Spanyol Szahara néven. A helyi, vegyesen arab és néger lakosság, már a kezdetektől fogva ellenezte a spanyol uralmat, egymást követték a lázadások a terület új urai ellen. Először 1910-ben lázadtak fel a spanyolok ellen, akiket azonban Franciaország is támogatott, így 1913-ra leverték a felkelést. 1934-ben ismét sor kerül egy kisebb lázadásra Smara városában, amelyet azonban rövid idő alatt levertek. A legsúlyosabb konfliktus 1956–1958 között zajlott, melynek során a frissen függetlenedett Marokkó támadást indított a térségben állomásozó spanyolok ellen, de vereséget szenvedtek és Nyugat-Szahara továbbra is spanyol birtok maradt. 1970-ben Laâyoune városban zavargások kezdődtek, melyek leverésére a spanyol idegenlégiót rendelték ki a hatóságok. A katonák éles lőszerrel tüzet nyitottak a tömegre, 11 ember halálát okozva.
1973-ban az 1970-es események hatására, a mauritániai Zouirate városban nyugat-szaharai egyetemisták megalapították a Polisario Frontot, amely feladatának tűzte ki a terület felszabadítását a spanyol uralom alól. A szervezet megpróbálta biztosítani maga számára az arab országok támogatását, de csak Líbia és Algéria esetében ért el sikert, így a front vezetői elhatározták, hogy fegyveres felkelést robbantanak ki Nyugat-Szaharában.
A legelső támadást a front fegyveresei 1973. május 20.-án hajtották végre spanyol célpont ellen. 1975 elejére gerilla taktikával elérték, hogy a lakatlan sivatagi területek nagy része a fennhatóságuk alá tartozott.

## A konfliktus
1975. november 14-én Spanyolország aláírta Marokkóval és Mauritániával szemben a madridi szerződést, melyben megígérte, hogy kivonja csapatait Nyugat-Szaharából, amelyet ezt követően a két afrikai ország feloszt egymás között. Nemsokára Marokkó megszállta a terület északi részét, míg Mauritánia a déli területeket, ezzel párhuzamosan azonban a Polisario Front 1976. február 27-én kikiáltotta a Szaharai Arab Demokratikus Köztársaságot és gerillaháborút kezdett mindkét ország ellen.
Az 1975-ös év végétől kezdve több tízezer nyugat-szaharai lakos menekült el a marokkói uralom alá került városokból a sivatagba, ahol nagy kiterjedésű menekülttáborokat létesítettek. A harcképes menekültek csatlakoztak a Polisario Front fegyvereseihez, melynek következtében ugrásszerűen megnőtt a lázadó sereg száma, akiknek a harcértékét még fokozta, hogy fegyvereket kaptak Algériától és Líbiától is. A felkelők rendszeresen hajtottak végre gerillatámadásokat a megszálló csapatok ellen, de támadtak meg városokat is.
Mauritánia csak egy 3000 fős hadsereget tudott felállítani a konfliktus legelején, melynek számát pár hónap alatt 5000-re tudta felduzzasztani, de ez elégtelennek bizonyult a felkelők elleni harcra. Az ország helyzetét még inkább súlyosbította, hogy rendszeres etnikai összetűzések voltak az ország északi részén lakó arabok és a déli fekete lakosság közt, valamint, hogy az északi berber törzsek inkább a Polisario Fronttal szimpatizáltak, mint saját kormányukkal.
Mikor 1977-ben a front fegyveresei foglyul ejtettek néhány francia technikai szakértőt, akik a mauritániai hadseregnél dolgoztak, Franciaország az ún. Lamantin hadművelet keretében SEPECAT Jaguar csatarepülőgépeket küldött a hadszíntérre, amelyek ismételt támadásokat hajtottak végre a Polisario Front egységei ellen, napalmot vetve be.
A front fegyveresei a mauritániai főváros, Nouakchott ellen hajtottak végre egy támadást, melynek során az egyik parancsnok, El-Ouali Musztafa Szájed életét vesztette. Nemsokára, 1978. július 10-én a mauritániai kormányt puccsal megbuktatták, az új kormány pedig azonnal fegyverszünetet kötött a Polisario Fronttal, majd 1979. augusztus 5-én aláírták a békeszerződést, melyben Mauritánia elismerte Nyugat-Szahara függetlenségét és visszavonta csapatait a területről, emiatt természetesen rossz viszonyba kerülve Marokkóval. II. Hasszán marokkói király a Mauritánia által evakuált területet azonnal Marokkó birtokának kiáltotta ki és annektálta is 1979 augusztusában.
Az 1980-as évek folyamán a marokkói hadsereg egy erős védelmi vonalat épített ki a Polisario Front akadályozására (marokkói fal), amelynek köszönhetően sikerült leszűkíteni a gerillák mozgáskörzetét, de továbbra is mindennaposak voltak a felkelő mesterlövészek és a tüzérség támadásai a marokkói célpontok ellen, az elhúzódó háború pedig Marokkóban gazdasági és politikai feszültségeket idézett elő. Végül az ENSZ közvetítésével 1991. szeptember 6-án fegyverszüneti megállapodás lépett érvényben a két fél között, azzal a kikötéssel, hogy Marokkó egy év múlva függetlenségi referendumot fog kiírni a vitatott területre. Erre azonban nem került sor és Marokkó is csak a terület keleti feléből volt hajlandó kivonni a csapatait. Emiatt hivatalos békekötésre még nem került sor és Nyugat-Szaharában továbbra is kiélezett a helyzet, melyet a 2005-ös 2010-es és a 2011 február–május között lezajlott fegyveres incidensek is igazolnak. Marokkó ráadásul már évtizedek óta folyamatosan telepíti be állampolgárait a területre, amely ellen a Polisario Front tiltakozik, de sem az ENSZ, sem pedig más ország nem lépett fel ez ellen. A marokkóiak ma Nyugat-Szahara többségi lakosságát alkotják.